# روبرت تيت ماكنزي
روبرت تيت ماكنزي ويُكتب أحيانًا ماكينزي (26 مايو 1867 - 28 أبريل 1938) هو فيزيائي ومعلم ونحات ورياضي وجندي وقائد كشفي كندي ولد في مقاطعة نرك في أونتاريو في كندا ودرس في جامعة مكغيل في مونتريال الطب.

## معرض صور

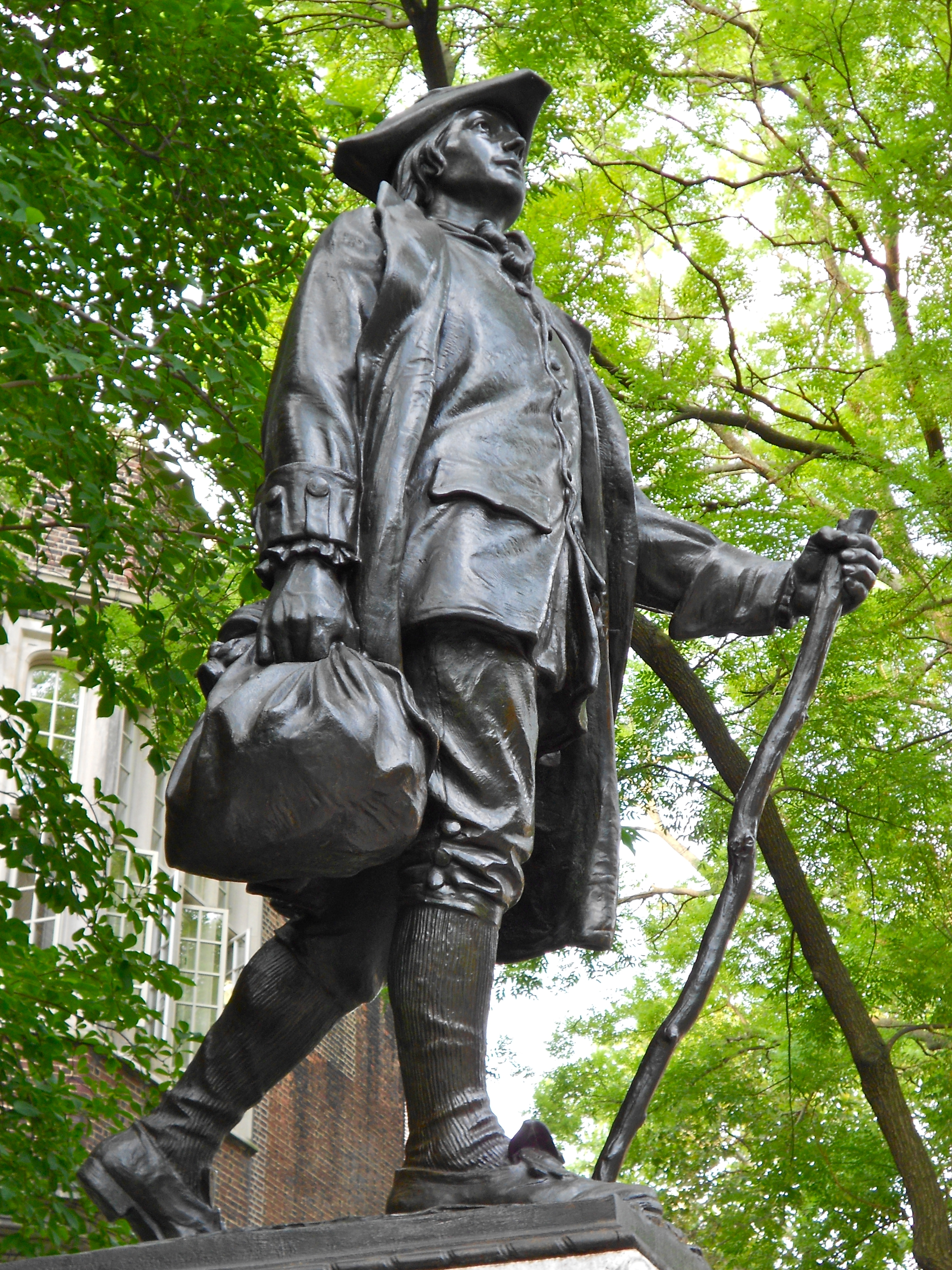
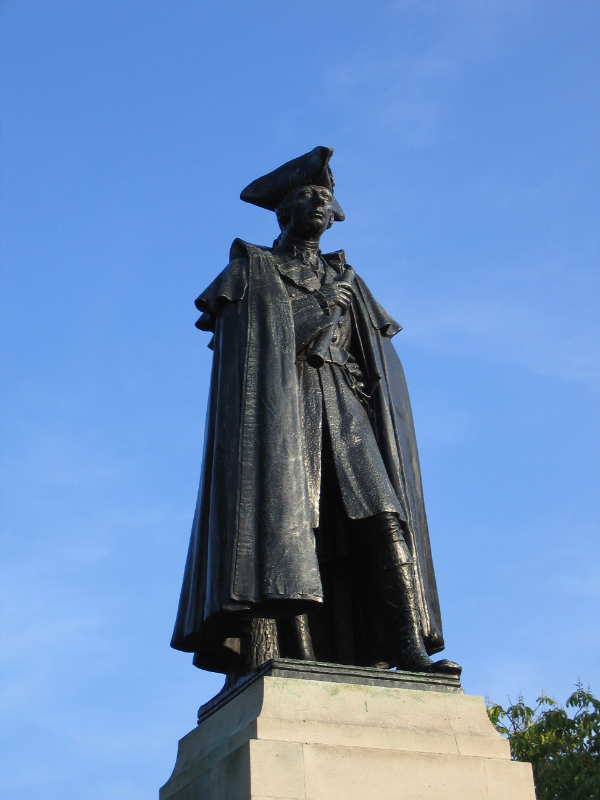
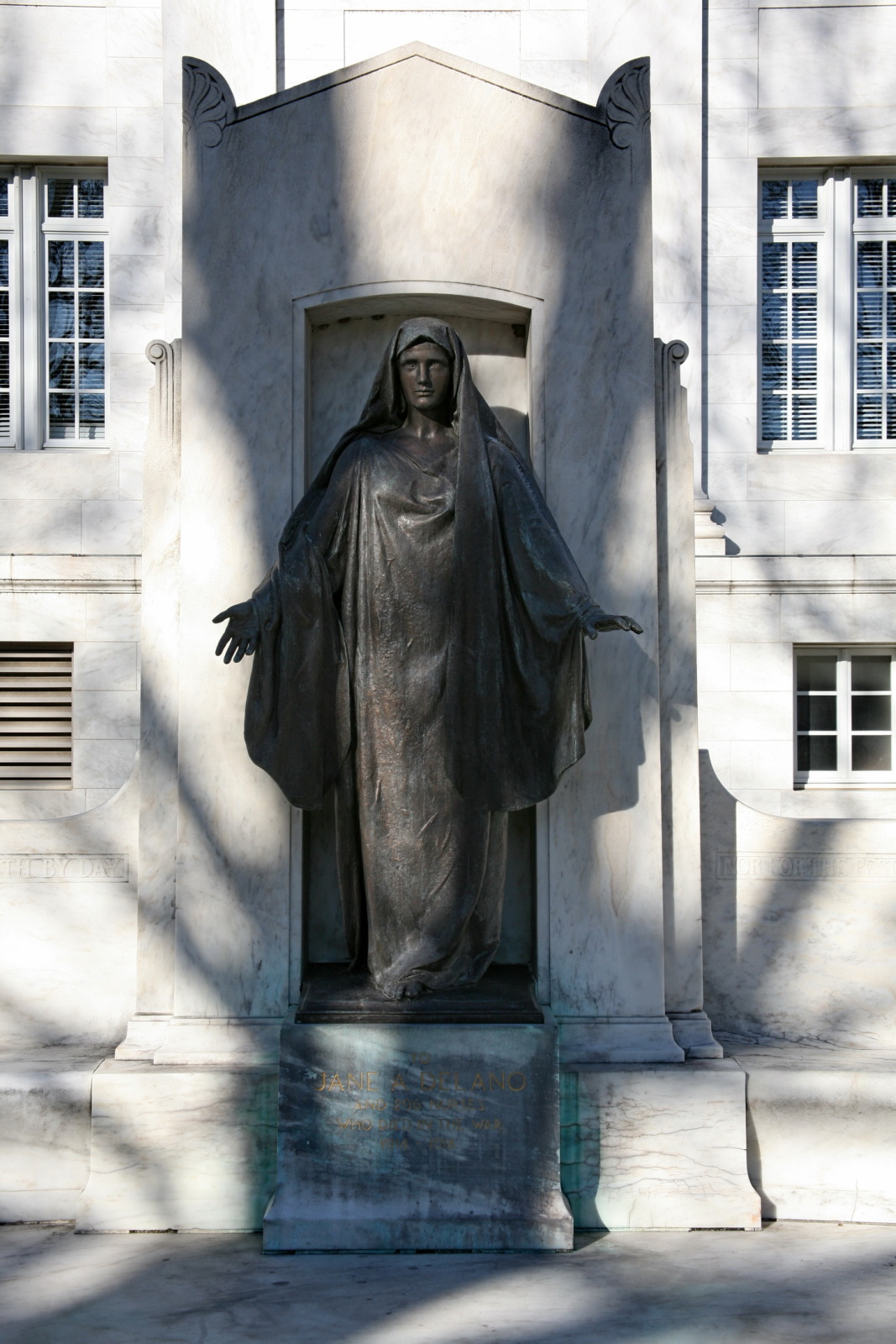
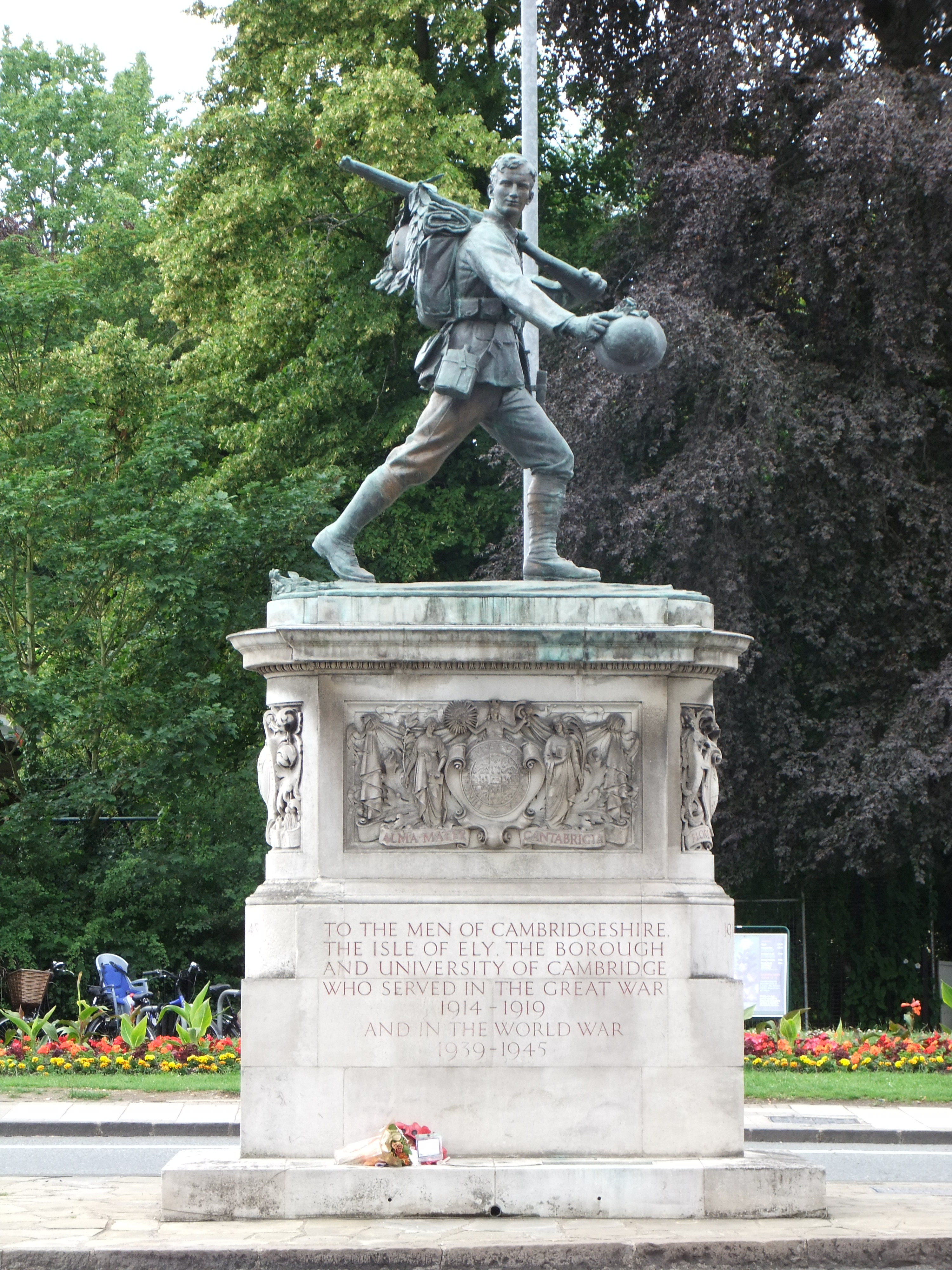
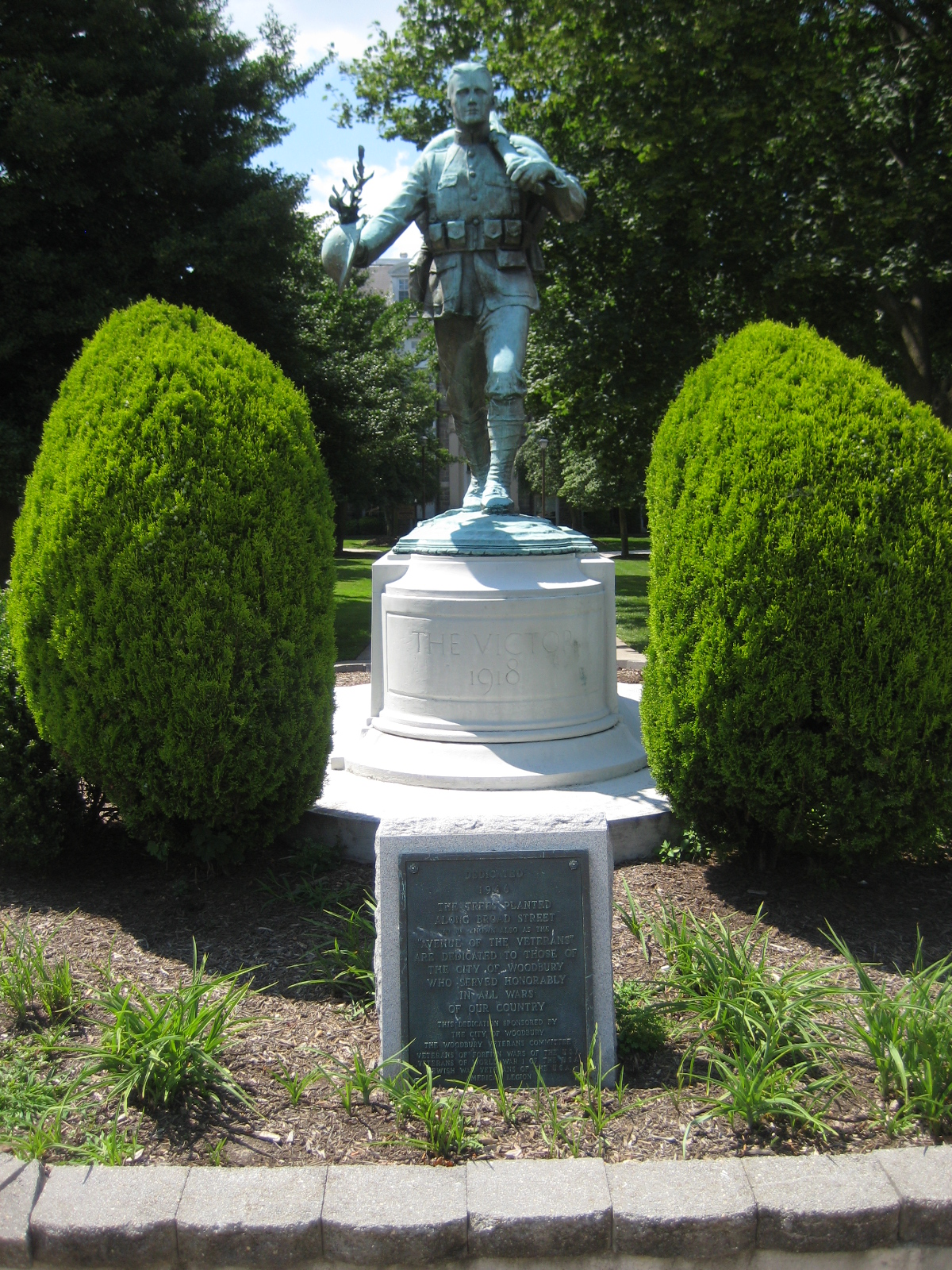
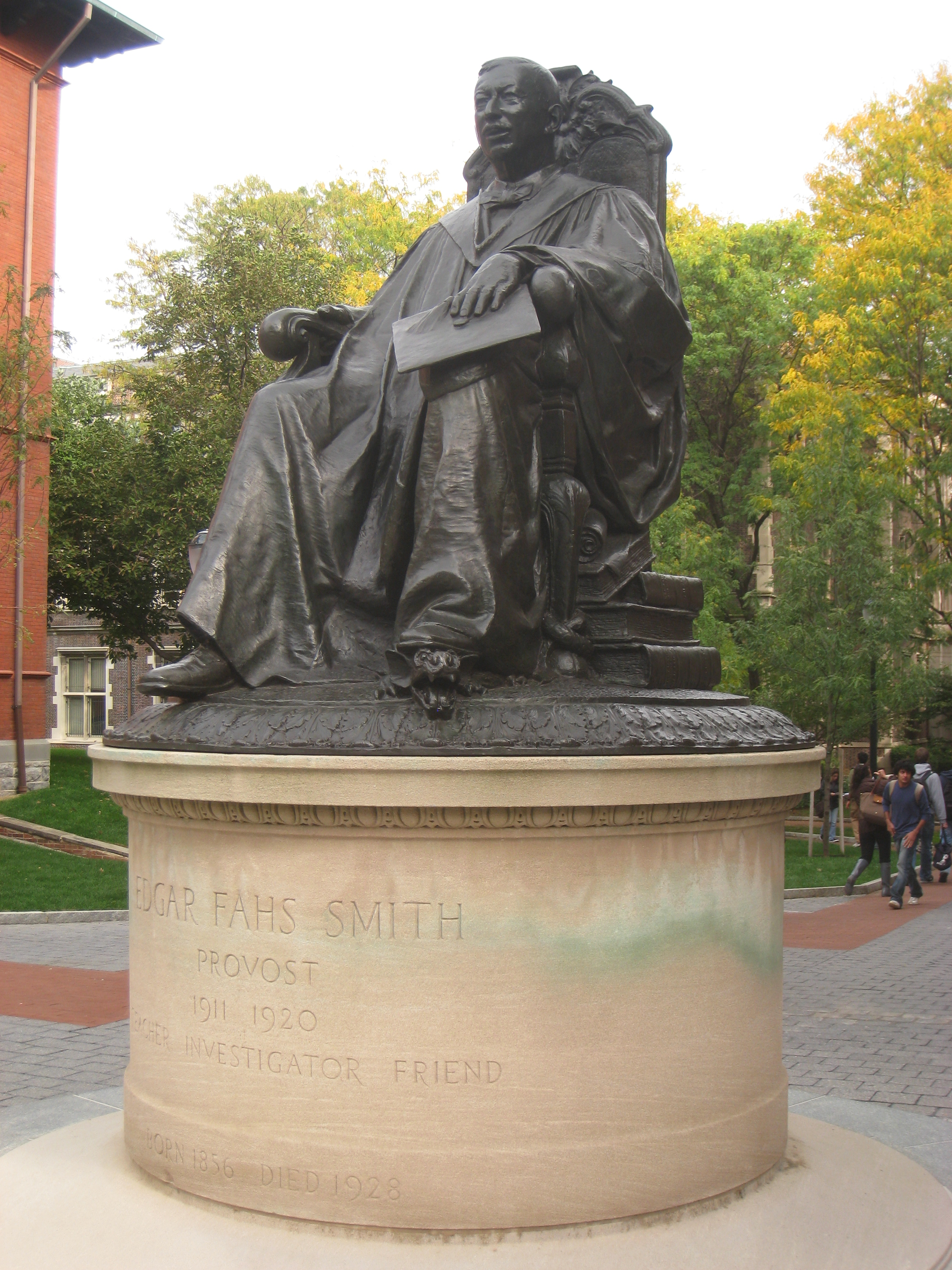

## روابط خارجية
- روبرت تيت ماكنزي على موقع أوليمبيديا (الإنجليزية)

- Mill of Kintail Museum
- University of Pennsylvania, R. Tait McKenzie page
- R. Tait McKenzie
- Robert Tait McKenzie, 1867-1938
- R. Tait McKenzie Outreach Exhibit
- Farabloc Awards